# Никола Караклајић (фудбалер)
Никола Караклајић (Београд, 5. фебруара 1995) српски је фудбалер који тренутно наступа за Напредак из Крушевца.

## Каријера
Прошао је млађе узрасте Црвене звезде после чега је прикључен раду с првим тимом. Дебитовао је 26. маја 2013, у последњем колу Суперлиге Србије за такмичарску 2012/13. Тада је у другом полувремену, против Војводине у Новом Саду, на терену заменио Немање Јакшића. Наредне сезоне је такође био регистрован за Црвену звезду, али је касније уступљен Вождовцу у ком је забележио 12 суперлигашких наступа и постигао два поготка. По повратку у матични клуб, током лета 2014. је поново тренирао с првим тимом. На крају прелазног рока прослеђен је прволигашу Синђелићу. Ту је остао до краја календарске 2014, постигавши два поготка на десет одиграних утакмица. Почетком наредне године је раскинуо уговор с Црвеном звездом, а недуго затим је као слободан играч поново приступио Вождовцу. Одатле је лета исте године прешао у Чукарички. После полусезоне је напустио клуб као слободан играч. Неколико месеци провео је у резервном саставу чешког Прибрама. У августу 2016. представљен је као нови фудбалер ивањичког Јавора. Потписао је трогодишњи уговор с тим клубом. У мају наредне године је прекинуо сарадњу. Потом је отишао у Искру из Даниловграда. Неколико сезона је провео у Грчкој, док је у међувремену кратко тренирао с Инђијом. У јулу 2023. је потписао једногодишњи уговор с Новим Пазаром. Уговор исте дужине је наредне године потписао с крушевачким Напретком.

## Репрезентација
Наступао је за млађе репрезентативне узрасте Србије. Током 2015. је играо за екипу до 20 година старости, код селектора Вељка Пауновића. Због повреде је изостао са списка путника на Светско првенство, које је одржано на Новом Зеланду у јуну те године, на ком је Србија освојила златну медаљу.

## Приватно
Николин млађи брат, Петар, такође је фудбалер.